# Confolent-Port-Dieu
Confolent-Port-Dieu är en kommun i departementet Corrèze i regionen Nouvelle-Aquitaine i de centrala delarna av Frankrike. Kommunen ligger  i kantonen Bort-les-Orgues som tillhör arrondissementet Ussel. År 2022 hade Confolent-Port-Dieu 41 invånare.

## Befolkningsutveckling
Antalet invånare i kommunen Confolent-Port-Dieu
Referens:INSEE